# والتر هاميلتون ديكسون
والتر هاميلتون ديكسون (بالإنجليزية: Walter Hamilton Dickson)‏ هو سياسي كندي، ولد في 4 يناير 1806، وتوفي في 30 يوليو 1885. انتخب عضو مجلس الشيوخ الكندي.